# 采爾克韋尼亞克
采爾克韋尼亞克（發音：[tsɛɾkʋɛˈnjaːk]），是斯洛維尼亞東北部采尔克韦尼亚克市镇的聚居地及其行政中心。它位於斯洛文尼亚戈里采丘陵地带中的普爾萊基亞次區域。當地是下施蒂里亞傳統地區的一部分，現在包括在波德拉夫統計區。
當地堂區教堂屬於天主教馬里博爾總教區管轄。它建於1546年，位於較早的建築遺址上。

## 外部連結
- 采尔克韦尼亚克市镇官方网站 （斯洛文尼亚文）
- Cerkvenjak at Geopedia （页面存档备份，存于）